# الكتاب الكبير (جائزة)
الكتاب الكبير (بالروسية: Большая книга) هي جائزة يُفاز بها سنويا ابتداءا من عام 2006. يقدم هذه الجائزة مركز دعم الأدب الروسي. إلى جانب بوكر الروسي، تعتبر هاتان الجائزتان من أهم الجوائز الأدبية في روسيا.